# ایشتوان کوواچ
ایشتوان کوواچ (رومانیایی: István Kovács؛ زادهٔ ۱۶ سپتامبر ۱۹۸۴) داور فوتبال اهل رومانی است. وی از سال ۲۰۱۰ در مسابقات بین‌المللی قضاوت میکند.